# Kwantitatief kenmerk
Kwantitatieve kenmerken (een statistisch begrip) zijn kenmerken die in getallen kunnen worden uitgedrukt. Voorbeelden zijn het aantal zandkorrels op het strand, of de snelheid van een auto. Een onderscheid kan nog worden gemaakt tussen continue en discrete kwantitatieve kenmerken. Aantallen zijn bijvoorbeeld discreet, een snelheid is continu.
Een ander onderscheid is dat van interval- en ratiomeetniveau. Interval wil zeggen dat twee metingen kwantitatief vergeleken kunnen worden maar er is geen absoluut nulpunt zoals bij het ratiomeetniveau. Als de temperatuur bijvoorbeeld stijgt van 10 naar 20 graden Celsius is het niet twee keer zo warm. Variabelen zoals lichaamslengte, aantallen, temperatuur in kelvin en snelheden hebben daarentegen wel een nulpunt.
| Onderzoeksvariabelen en gegevens | Onderzoeksvariabelen en gegevens | Onderzoeksvariabelen en gegevens  | Onderzoeksvariabelen en gegevens    | Onderzoeksvariabelen en gegevens  | Onderzoeksvariabelen en gegevens  | Onderzoeksvariabelen en gegevens | Onderzoeksvariabelen en gegevens | Onderzoeksvariabelen en gegevens |
| -------------------------------- | -------------------------------- | --------------------------------- | ----------------------------------- | --------------------------------- | --------------------------------- | -------------------------------- | -------------------------------- | -------------------------------- |
| Variabelen                       | Categorie                        | kwalitatief = categorisch         | kwalitatief = categorisch           | kwalitatief = categorisch         | kwantitatief = numeriek           | kwantitatief = numeriek          | kwantitatief = numeriek          | kwantitatief = numeriek          |
| Variabelen                       | Type                             | discreet en niet-negatief         | discreet en niet-negatief           | discreet en niet-negatief         | discreet en niet-negatief         | discreet en niet-negatief        | continu                          | continu                          |
| Variabelen                       | Meetschaal                       | nominaal (polytoom)               | ordinaal                            | binair (dichotoom)                | binair (dichotoom)                | telling                          | interval                         | ratio                            |
| Bewerkingen                      | Bewerkingen                      | ≠, =                              | ≠, =, >, <                          | ≠, =                              | ≠, =                              | +, -                             | +, -                             | +, -, *, ÷                       |
| Eigen- schappen                  | Volgorde                         |                                   | x                                   |                                   | x                                 | x                                | x                                | x                                |
| Eigen- schappen                  | Verschillen                      |                                   |                                     |                                   | x                                 | x                                | x                                | x                                |
| Eigen- schappen                  | Echt nulpunt                     |                                   |                                     |                                   | x                                 |                                  |                                  | x                                |
| Eigen- schappen                  | Modus                            | x                                 | x                                   | x                                 | x                                 | x                                | x                                | x                                |
| Eigen- schappen                  | Mediaan                          |                                   | x                                   |                                   | x                                 | x                                | x                                | x                                |
| Eigen- schappen                  | Gemiddelde                       |                                   |                                     |                                   | x                                 | x                                | x                                | x                                |
| Eigen- schappen                  | Spreiding                        |                                   | interkwartiel- afstand              |                                   |                                   | variantie                        | variantie                        | variantie                        |
| Mogelijke waarden                | Mogelijke waarden                | categorieën, rubrieken            | met rangordes                       | true/false (Ja/Nee)               | 0, 1                              | 0, 1, …                          | 0-waarde "willekeurig"           | 0-waarde "echt"                  |
| Voorbeelden                      | Voorbeelden                      | bloedgroep, geloof, nationaliteit | medaille, kledingmaat, tevredenheid | gehuwd?, geslaagd?, rechtshandig? | gehuwd?, geslaagd?, rechtshandig? | #fouten, #inwoners, #kinderen    | geboren op, temp. ℃/℉, IQ        | gewicht, temp. °K, voltage       |